# FA Women's Super League
Football Association Women's Super League (FA WSL) er den højeste liga indenfor fodbold for kvinder i England.

## Historie
Mellem 2014 og 2018 bestod FA WSL af to divisioner WSL 1 og WSL 2 som gav op- og nedrykningssystem til ligaen. Siden 2018-19 sæsonen, kaldes FA WSL 2 nu for FA Women's Championship og er den næsthøjeste division i engelske kvinders fodboldpyramide.
Ligaen styres af the Football Association og startede i april 2011. I starten var der otte hold der konkurrerede i en division, som erstattede FA Women's Premier League som det højeste niveau af kvindernes fodbold i England. De nuværende WSL mestre er Manchester City.
FA WSL 2 (nu FA Women's Championship), der blev introduceret i 2014, tilføjede endnu en division og yderligere 10 hold til ligaen. Der er op- og nedrykning mellem de to divisioner, og oprykning for 2016 og 2017 fra FA Women's Premier League (niveau 3). WSL var først en sommerliga, der løb fra marts til oktober fra etableringen frem til 2016 sæsonen. Fra efteråret 2017 kører ligaen som en vinterliga fra september til maj med en engangs forkortet overgangssæson fra februar til maj 2017. WSL mestre og toere kvalificerer sig til UEFA Women's Champions League efterfølgende sæson.

## Klubber
| Hold                   | Lokation             | Stadion              | Kapacitet | 2021–22 sæsonen |
| ---------------------- | -------------------- | -------------------- | --------- | --------------- |
| Arsenal                | Borehamwood          | Meadow Park          | 4,502     | 3.              |
| Aston Villa            | Walsall              | Bescot Stadium       | 11,000    | 10.             |
| Birmingham City        | Birmingham           | St Andrew's          | 29,409    | 11.             |
| Brighton & Hove Albion | Crawley              | Broadfield Stadium   | 6,134     | 6.              |
| Chelsea                | Kingston upon Thames | Kingsmeadow          | 4,850     | 1.              |
| Everton                | Liverpool            | Walton Hall Park     | 2,200     | 5.              |
| Leicester City         | Leicester            | King Power Stadium   | 32,261    | WC, 1.          |
| Manchester City        | Manchester           | Academy Stadium      | 7,000     | 2.              |
| Manchester United      | Manchester           | Leigh Sports Village | 12,000    | 4.              |
| Reading                | Reading              | Madejski Stadium     | 24,161    | 7.              |
| Tottenham Hotspur      | Canons Park          | The Hive Stadium     | 6,500     | 8.              |
| West Ham United        | Dagenham             | Victoria Road        | 6,078     | 9.              |

## Mestre

### Efter sæson
Hold der er markeret med fed viser, at holdet vandt The Double med Women's FA Cup. Hold med fed og kursiv viser trebles med Women's FA Cup og FA Women's League Cup.
| År      | Vinder          | Toer              | Treer           | Topscorere                        | Mål |
| ------- | --------------- | ----------------- | --------------- | --------------------------------- | --- |
| 2011    | Arsenal         | Birmingham City   | Everton         | Rachel Williams (Birmingham City) | 14  |
| 2012    | Arsenal         | Birmingham City   | Everton         | Kim Little (Arsenal)              | 11  |
| 2013    | Liverpool       | Bristol Academy   | Arsenal         | Natasha Dowie (Liverpool)         | 13  |
| 2014    | Liverpool       | Chelsea           | Birmingham City | Karen Carney (Birmingham)         | 8   |
| 2015    | Chelsea         | Manchester City   | Arsenal         | Beth Mead (Sunderland)            | 12  |
| 2016    | Manchester City | Chelsea           | Arsenal         | Eniola Aluko (Chelsea)            | 9   |
| 2017    | Chelsea         | Manchester City   | Arsenal         | Fran Kirby (Chelsea)              | 6   |
| 2017-18 | Chelsea         | Manchester City   | Arsenal         | Ellen White (Birmingham)          | 15  |
| 2018-19 | Arsenal         | Manchester City   | Chelsea         | Vivianne Miedema (Arsenal)        | 22  |
| 2019–20 | Chelsea         | Manchester City   | Arsenal         | Vivianne Miedema (Arsenal)        | 16  |
| 2020–21 | Chelsea         | Manchester City   | Arsenal         | Sam Kerr (Chelsea)                | 21  |
| 2021–22 | Chelsea         | Arsenal           | Manchester City | Sam Kerr (Chelsea)                | 20  |
| 2022–23 | Chelsea         | Manchester United | Arsenal         | Rachel Daly (Aston Villa)         | 22  |

1. ↑  2017 udgaven blev kendt som Spring Series, den varede fra februar til maj 2017 for at danne bro mellem FA WSL 2016 sæsonen, som varede fra marts til september som er sommerturnering, og 2017–18 sæsonen som startede i september 2017.

### Efter klub
| Klub              | Vindere | Toere | Vandt år                                            | Toere år                                 |
| ----------------- | ------- | ----- | --------------------------------------------------- | ---------------------------------------- |
| Chelsea           | 6       | 2     | 2015, 2017–18, 2019–20, 2020–21, 2021–22, 2022–23\| | 2014, 2016                               |
| Arsenal           | 3       | 1     | 2011, 2012, 2018–19                                 | 2021–22                                  |
| Liverpool         | 2       | 0     | 2013, 2014                                          |                                          |
| Manchester City   | 1       | 5     | 2016                                                | 2015, 2017–18, 2018–19, 2019–20, 2020–21 |
| Birmingham City   | 0       | 2     |                                                     | 2011, 2012                               |
| Bristol Academy   | 0       | 1     |                                                     | 2013                                     |
| Manchester United | 0       | 1     |                                                     | 2022–23                                  |